# 帕洛阿爾托縣 (愛阿華州)
帕洛阿爾托县（英語：Palo Alto County）是美國愛阿華州西北部的一個縣。面積1,475平方公里。根據美國2010年人口普查，共有人口9,421人。縣治埃米茨堡 （Emmetsburg）。
成立於1851年1月15日，縣政府成立於1858年12月29日。縣名紀念美墨戰爭第一場戰事帕洛阿爾托之役。